# Виды рода Костенец
Список видов рода Костенец (Asplenium)

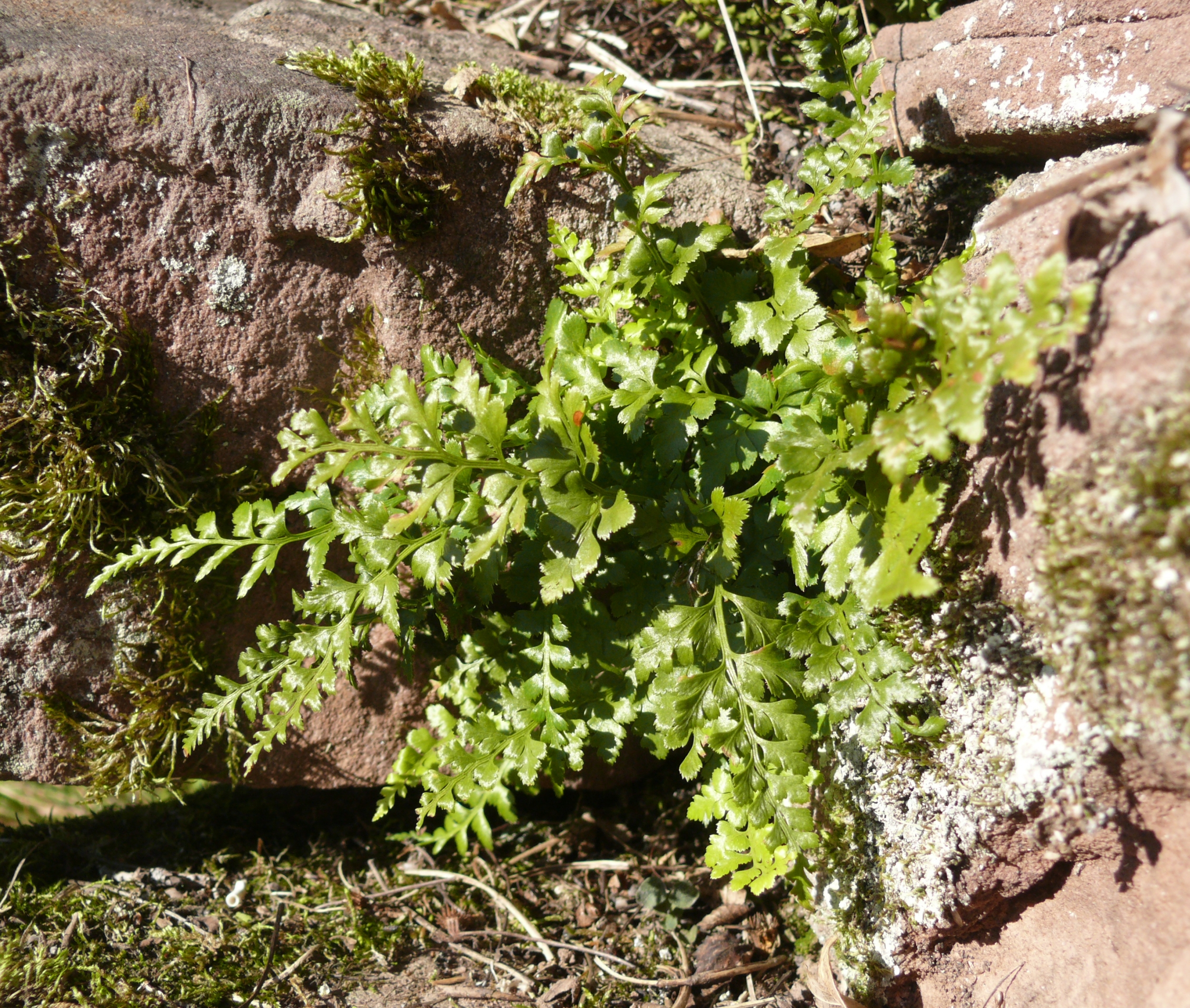
Asplenium adiantum-nigrum

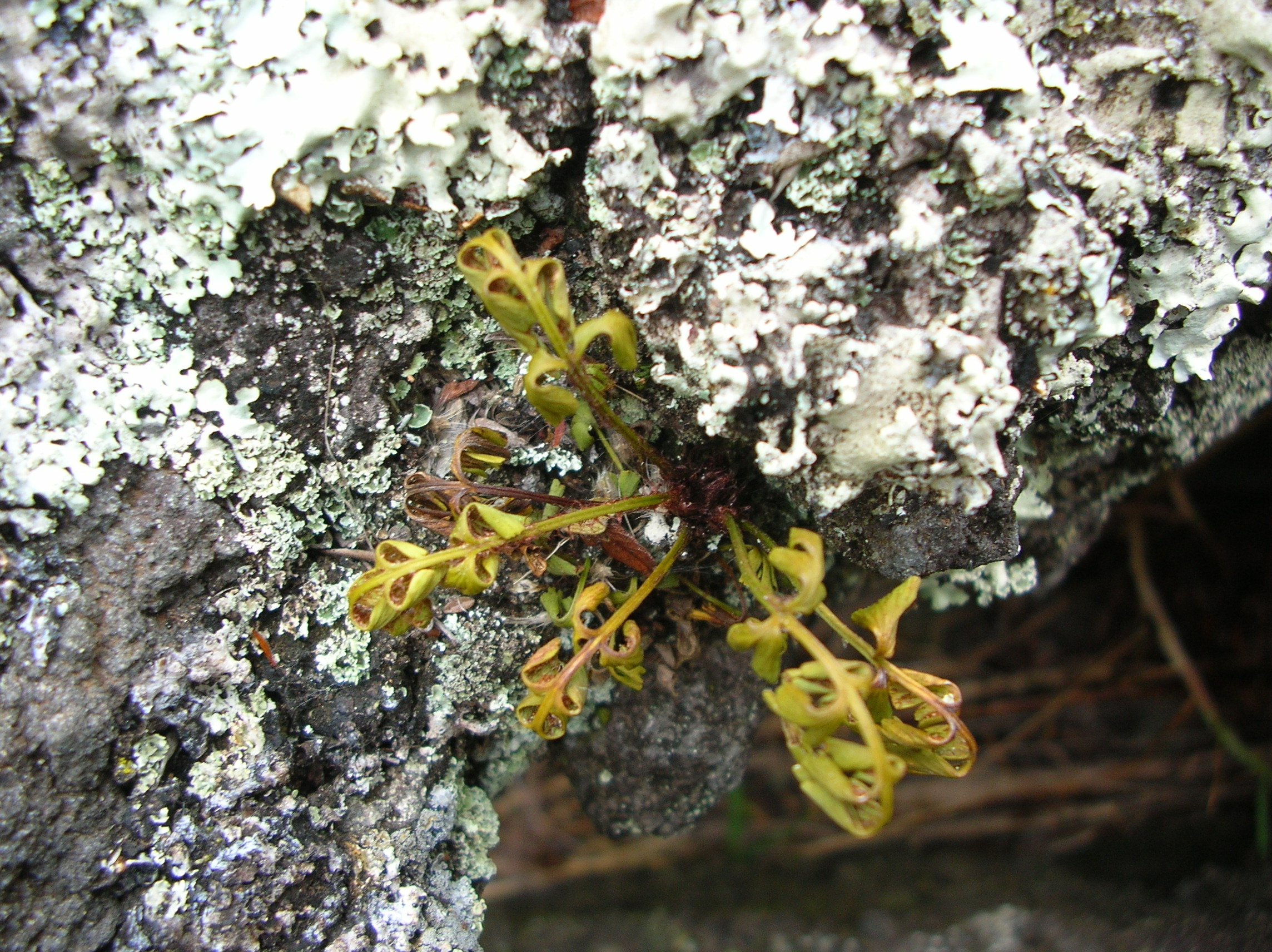
Asplenium aethiopicum

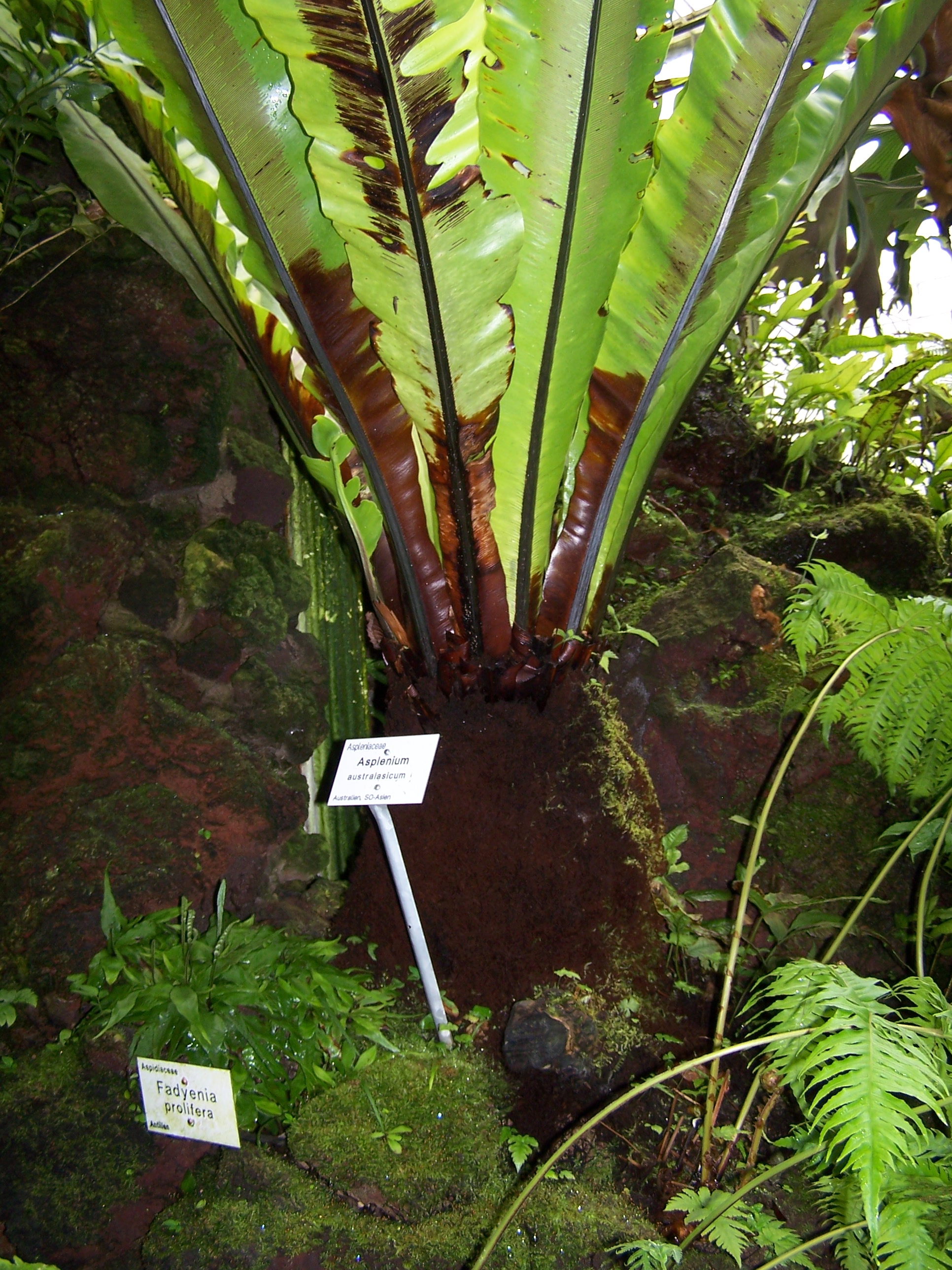
Asplenium australasicum

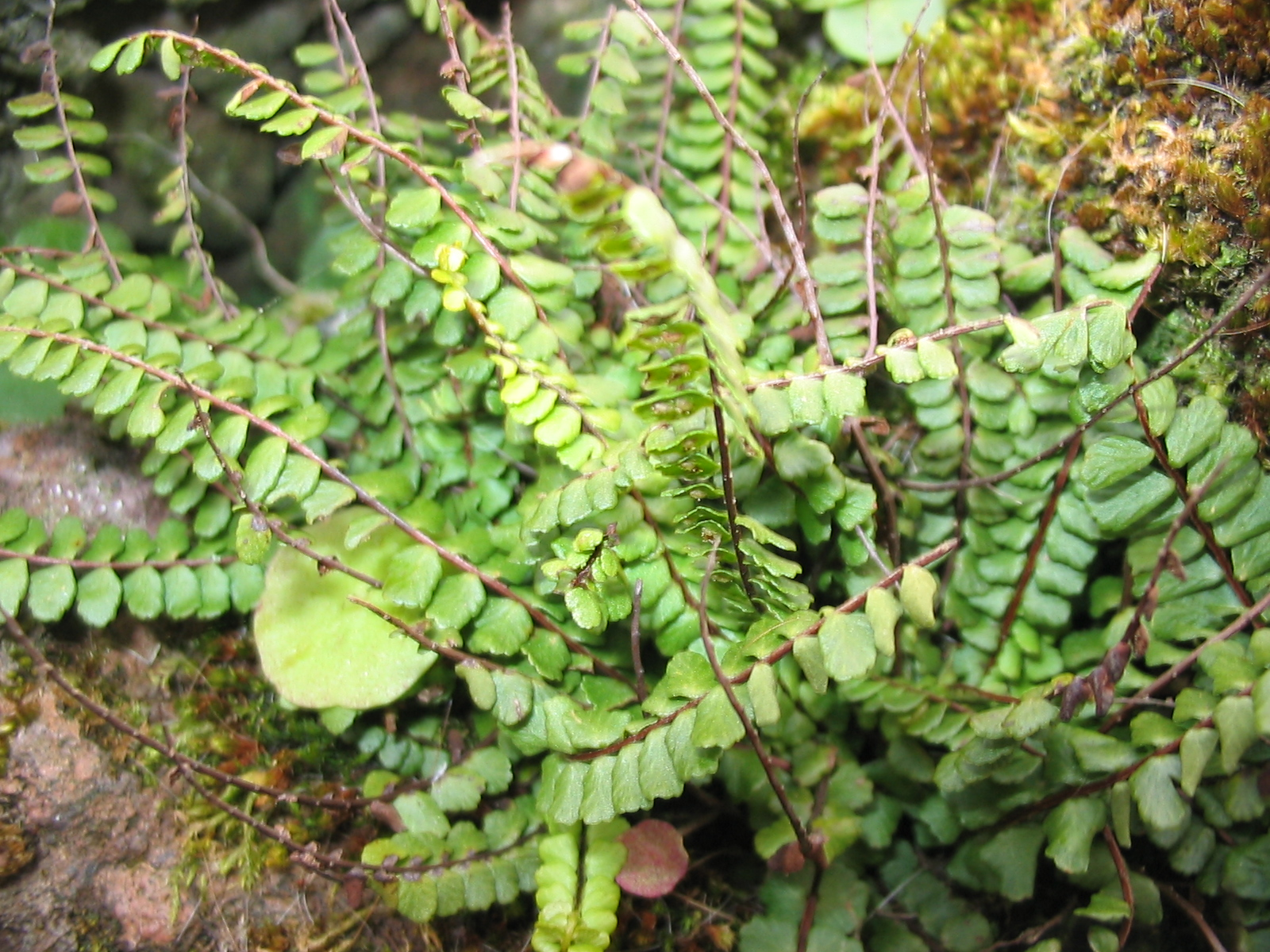
Asplenium azoricum

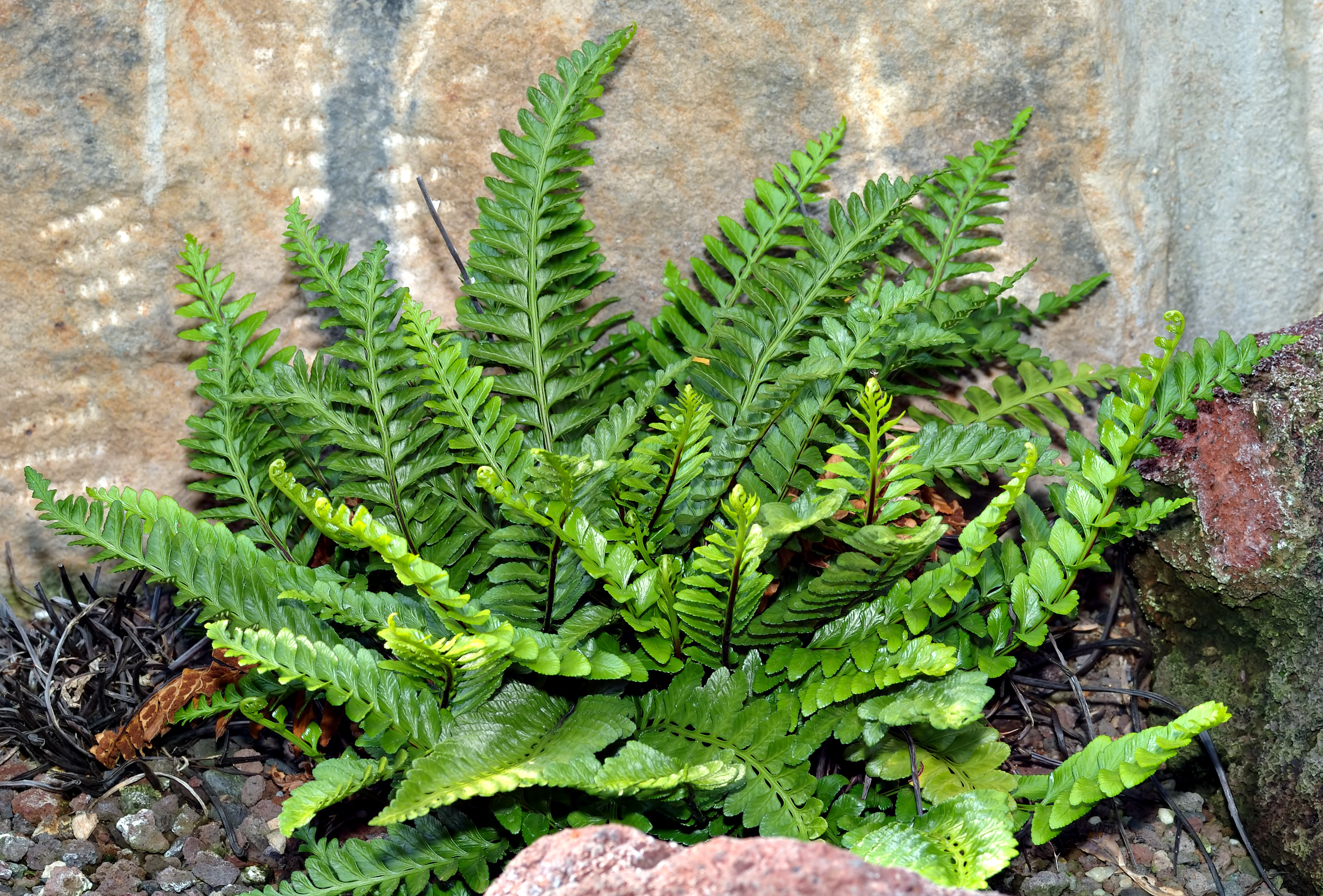
Asplenium marinum

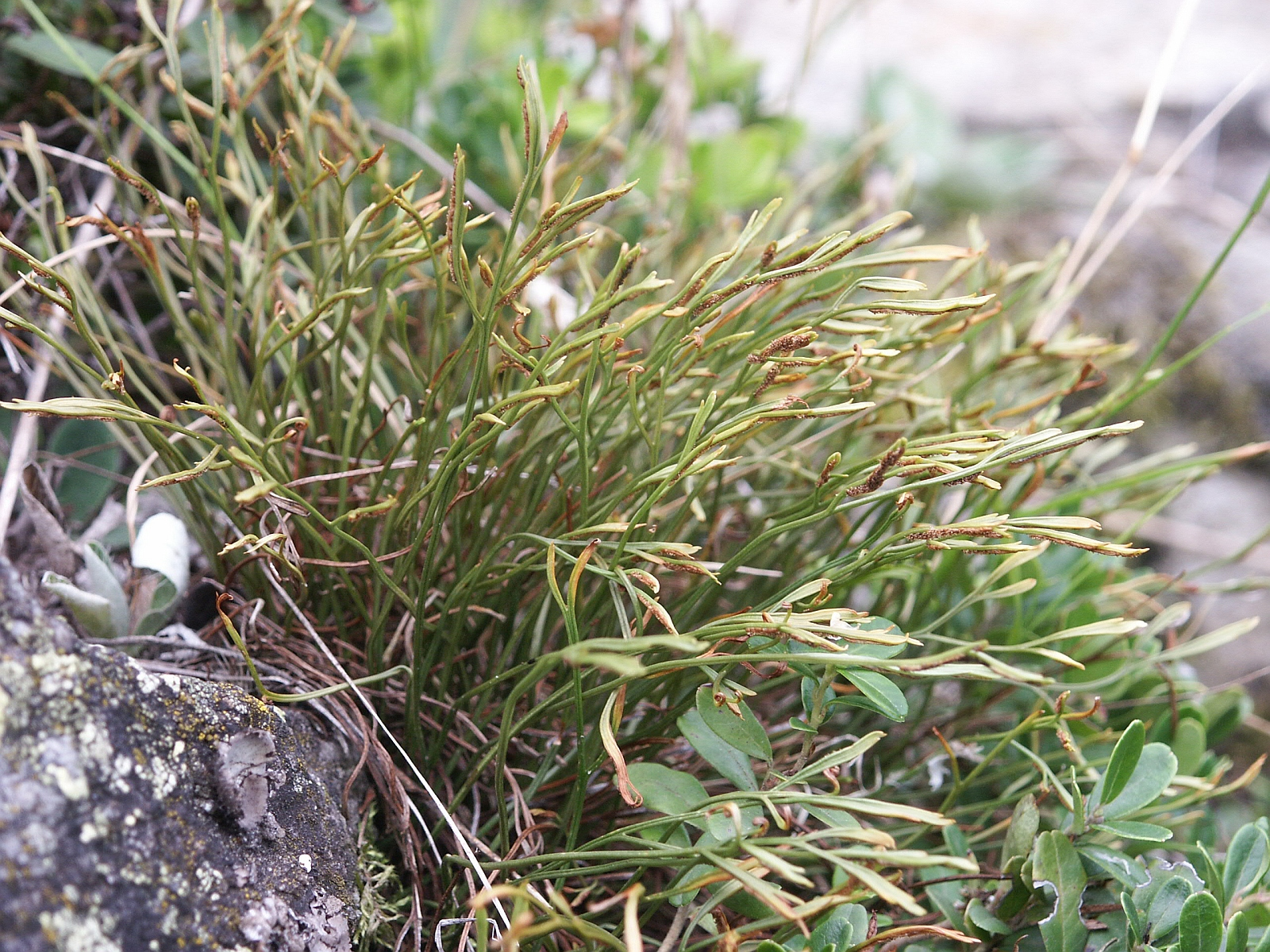
Asplenium septentrionale

Список создан на основе базы данных Germplasm Resources Information Network
- Asplenium acuminatum Hook. et Arn. — Костенец заострённый
  - [syn. Asplenium goldmannii Underw.]
- Asplenium adiantum-nigrum L. — Костенец чёрный
- Asplenium antiquum Makino — Костенец древний
- Asplenium australasicum  (J.Sm.) Hook. — Костенец южноазиатский
  - [syn. Neottopteris australasica J.Sm.]
- Asplenium bulbiferum G.Forst. — Костенец луковиценосный
- Asplenium ceterach L. — Костенец аптечный, или Скребница аптечная
  - [syn. Ceterach officinarum Willd.]
- Asplenium daucifolium Lam. — Костенец морковнолистный
  - [syn. Asplenium viviparum (L.f.) C.Presl]
- Asplenium ebenoides R.R.Scott — Костенец Скотта
- Asplenium × heteroresiliens W.H.Wagner — Костенец упругий
  - [= Asplenium resiliens × Asplenium heterochroum]
- Asplenium × heufleri Reichardt — Костенец Хефлера
- Asplenium horridum Kaulf. — Костенец колючий
  - [syn. Asplenium horridum var. glabratum (W.J.Rob.) D.D.Palmer]
  - [syn. Asplenium glabratum W.J.Rob.]
  - [syn. Asplenium horridum var. horridum]
- Asplenium × kenzoi Sa.Kurata — Костенец Кендзо
- Asplenium lobulatum Mett. — Костенец дольчатый
- Asplenium nidus L. — Костенец гнездовой
  - [syn. Asplenium nidus var. australasicum Hook.]
- Asplenium paucidens Alderw. — Костенец зубчатый
- Asplenium platyneuron (L.) Britton et al. — Костенец широкожилковый
- Asplenium polyodon G.Forst. — Костенец многозубый
  - [syn. Asplenium falcatum Lam.]
- Asplenium pseudofalcatum Hillebr. — Костенец ложносерповидный
- Asplenium radicans L. — Костенец укореняющийся
  - [syn. Asplenium radicans var. radicans]
  - [syn. Asplenium radicans var. uniseriale (Raddi) L.D.Gómez]
  - [syn. Asplenium uniseriale Raddi]
- Asplenium rhizophyllum L. — Костенец корнелистный
  - [syn. Camptosorus rhizophyllus (L.) Link]
- Asplenium rhomboideum Brack. — Костенец ромбовидный
- Asplenium ruprechtii Sa.Kurata — Костенец Рупрехта
  - [syn. Camptosorus sibiricus Rupr.]
- Asplenium ruta-muraria L. — Костенец постенный
- Asplenium scolopendrium L. — Костенец сколопендровый
  - [syn. Asplenium scolopendrium var. americanum (Fernald) Kartesz et Gandhi]
  - [syn. Phyllitis japonica subsp. americana (Fernald) Á.Löve et D.Löve]
  - [syn. Phyllitis scolopendrium var. americanum Fernald]
  - [syn. Asplenium scolopendrium var. scolopendrium]
  - [syn. Phyllitis scolopendrium (L.) Newman]
- Asplenium septentrionale  (L.) Hoffm. — Костенец северный
- Asplenium squamulatum Blume — Костенец чешуйчатый
- Asplenium trichomanes L. — Костенец волосовидный
- Asplenium unilaterale Lam. — Костенец односторонний
- Asplenium viride Huds. — Костенец зелёный
  - [syn. Asplenium ramosum L.]
- Asplenium wrightii D.C.Eaton ex Hook. — Костенец Райта